# محمدحسین میرشمسی
محمد حسین میر شمسی (متولد ۱۳۴۰، یزد - مردآباد) سرمربی اسبق تیم ملی فوتبال ساحلی ایران بود. او مربی ملی پوشانی چون محمدعلی مختاری ، مهدی شیرمحمدی و عباس رضایی بوده است.

## مربیگری در تیم ملی
در سال ۱۳۹۴ به عنوان سرمربی تیم ملی فوتبال ساحلی ایران انتخاب شد و جایگزین مارکو اکتاویو شد که در سال ۱۳۹۶ دوباره جای خود را به این مربی برزیلی داد.
تیم ملی ایران به سرمربیگری او در سال ۱۳۹۵ به قهرمانی آسیا رسید.